# マンディ・パティンキン
マンディ・パティンキン（Mandy Patinkin、1952年11月30日 - ）は、アメリカ合衆国イリノイ州生まれの俳優、歌手。

## 人物
ロブ・ライナー監督の1987年の映画『プリンセス・ブライド・ストーリー』でのイニーゴ・モントーヤ役でよく知られる。その他の映画作品には、ミロシュ・フォアマン監督の『ラグタイム』（1981年）、バーブラ・ストライサンド監督の『愛のイエントル』（1983年）、『エイリアン・ネイション』（1988年）、ウォーレン・ベイティ監督の『ディック・トレイシー』（1990年）などがある。 『シカゴ・ホープ』、『デッド・ライク・ミー』、『クリミナル・マインド FBI行動分析課』などのテレビシリーズに主要な役で出演しているほか、ショータイムの『HOMELAND』シリーズではソール・ベレンソン役でも知られている。
スティーヴン・ソンドハイムのミュージカル作品の解釈者として知られ、『Sunday in the Park with George』のジョルジュ・スーラとジョージ、『エビータ』のオリジナル・ブロードウェイ作品のチェなどの象徴的な役柄を生み出したことでも知られている。

## 来歴
シカゴにユダヤ系の家庭に生まれる。地元の私立高校を卒業後、カンザス大学へ進学し、その後は演劇学校の名門ジュリアード音楽院で演技を学ぶ。ちなみにその時のクラスメイトにはケルシー・グラマーがいた。
演劇学校を卒業後は、テレビやラジオドラマなどに出演してキャリアをスタートさせる。そしてブロードウェイデビューも果たし、ミュージカル舞台『エビータ』においてトニー賞を受賞した。徐々に映画などへの出演も増えたが、1984年に再びブロードウェイへ戻り、ピューリッツァー賞を受賞したミュージカル舞台の『Sunday in the Park with George』へ出演。再びトニー賞へノミネートされた。1995年にテレビシリーズ『シカゴ・ホープ』においてエミー賞も獲得した。近年では、テレビシリーズの『クリミナル・マインド FBI行動分析課』や『HOMELAND』などの出演で知られている。

## 出演作品

### 映画
| 公開年 | 邦題 原題                                                      | 役名                               | 備考       |
| ------ | -------------------------------------------------------------- | ---------------------------------- | ---------- |
| 1978   | 私立探偵モーゼス The Big Fix                                   |                                    |            |
| 1979   | フレンチグラフィティ French Postcards                          | Sayyid                             |            |
| 1981   | ラグタイム Ragtime                                             | Tateh                              |            |
| 1983   | 愛のイエントル Yentl                                           | アヴィグドル                       |            |
| 1985   | マキシー 素敵な幽霊 Maxie                                      | ニック                             |            |
| 1987   | プリンセス・ブライド・ストーリー The Princess Bride            | イニーゴ                           |            |
| 1988   | 事件を追え The House on Carroll Street                         | サルウェン                         |            |
| 1988   | エイリアン・ネイション Alien Nation                            | サミュエル・ジョージ・フランシスコ |            |
| 1990   | ディック・トレイシー Dick Tracey                               | 88キー                             |            |
| 1991   | トゥルー・カラーズ True Colors                                 | ジョン・パルメリ                   |            |
| 1991   | 即興曲/愛欲の旋律 Impromptu                                    | アルフレッド・ド・ミュッセ         |            |
| 1991   | ドクター The Doctor                                            | マーレイ・カプラン医師             |            |
| 1993   | ミュージック・オブ・チャンス The Music of Chance               | ジム・ナッシュ                     |            |
| 1993   | ライフwithマイキー Life with Mikey                             | 怒った男                           |            |
| 1994   | スクワント/伝説の勇者 Squanto: A Warrior's Tale                | ブラザー・ダニエル                 |            |
| 1997   | ノートルダム The Hunchback                                     | カジモド                           | テレビ映画 |
| 1998   | ルル・オン・ザ・ブリッジ Lulu on the Bridge                    | フィリップ・クレインマン           |            |
| 1999   | 正義と真実 Strange Justice                                     | ケネス                             | テレビ映画 |
| 1999   | エルモと毛布の大冒険 The Adventures of Elmo in Grouchland      | ハクスリー                         |            |
| 2001   | ピニェロ Piñero                                                | ジョセフ                           |            |
| 2004   | エアポート フライト323 NTSB: The Crash of Flight 323           | アル・カミングス                   | テレビ映画 |
| 2010   | 4.3.2.1                                                        | ラロフスキー                       |            |
| 2014   | WISH I WAS HERE 僕らのいる場所 Wish I Was Here                 | ゲイブ                             |            |
| 2017   | スマーフ スマーフェットと秘密の大冒険 Smurfs: The Lost Village | パパスマーフ                       |            |
| 2017   | ワンダー 君は太陽 Wonder                                       | トゥシュマン先生                   |            |
| 2018   | ライフ・イットセルフ 未来に続く物語 Life Itself                | アーウィン・デンプシー             |            |

### テレビシリーズ
| 放映年    | 邦題 原題                                              | 役名                     | 備考                      |
| --------- | ------------------------------------------------------ | ------------------------ | ------------------------- |
| 1994      | ピケット・フェンス Picket Fences                       | ジェフリー・ガイガー     | 1エピソード               |
| 1995      | ホミサイド/殺人捜査課 Homicide: Life on the Street     | ジェフリー・ガイガー     | 1エピソード               |
| 1994-2000 | シカゴ・ホープ Chicago Hope                            | ジェフリー・ガイガー医師 | 60エピソード エミー賞受賞 |
| 2001      | ボストン・パブリック Boston Public                     | アイザック・ライス       | 1エピソード               |
| 2003      | ロー&オーダー Law & Order                              | グレン                   | 1エピソード               |
| 2003-2004 | Dead Like Me                                           | Rube Sofer               | 29エピソード              |
| 2005-2007 | クリミナル・マインド FBI行動分析課 Criminal Minds      | ジェイソン・ギデオン     | 47エピソード              |
| 2009      | スリー・リバーズ ～命をつなぐ熱き医師たち Three Rivers | ヴィクター               | 1エピソード               |
| 2011-2020 | HOMELAND Homeland                                      | ソール・ベレンソン       |                           |

### 舞台
| 上演年    | 邦題 原題                         | 役名                     | 備考         |
| --------- | --------------------------------- | ------------------------ | ------------ |
| 1979      | エビータ Evita                    | チェ                     | トニー賞受賞 |
| 1984,1994 | Sunday in the Park with George    | George                   | トニー賞受賞 |
| 1991      | 秘密の花園 The Secret Garden      | アーチボルド・クレイヴン |              |
| 2000      | ワイルド・パーティ The Wild Party | Burrs                    | トニー賞受賞 |

### テレビアニメ
- ザ・シンプソンズ The Simpsons (1995)
- ヘラクレス Hercules (1998)

### 声の出演
- 天空の城ラピュタ (1986、英語吹替版)
- Everyone's Hero (2006)
- 風立ちぬ (2013、英語吹替え版）

### ビデオゲーム
- プリンセス・ブライド・ストーリー The Princess Bride Game (2008)